# Аруша (регион)
Аруша је један од 26 административних региона у Танзанији. Главни и истовремено највећи град региона је Аруша. Остали градови су Мондули који се налази западно од Аруше, Лонгидо и Лолиондо који се налазе северно, Мто Ва Мбу и Карату који се налазе у западном делу региона и Уса Ривер који се налази у источном делу региона. Регион је подељен на пет дистрикта: Нгоронгоро, Аруша, Карату, Мондули и Арумеру.
Регион Аруша је популарна туристичка дестинација за сафари. Област Нгоронгоро у западном делу региона је 2004. године привукла 250 хиљада посетилаца. Оближњи национални паркови су Серенгети (чији се већи део налази у региону Мара), национални парк Аруша, национални парк Тарангире и национални парк језера Мањара (које се налази већим делом у региону Мањара).
Велика раседна долина пролази средњим делом региона у правцу север-југ. Олдоњо Ленгаи (Планина Богова на језику Масаи народа) је активни вулкан северно од области Нгоронгоро. Надморска висина варира у региону, највећим делом је од 900 до 1600 метара изнад нивоа мора, али се у региону налази и планина Меру чији врх (4655 метара) представља другу тачку по висини у Танзанији, после врха Килиманџаро. 
Град Аруша се налази на јужним падинама у подножју планине Меру. Подручја јужно и југоисточно од планине имају довољну количину воде и представљају најгушће насељене делове региона.
Већина становништва говори Свахили и језике својих етничких група. Велики број становника говори и енглески језик.
Најутицајнија етничка група су Масаи. Етничке групе Аруша и Меру живе у близини планине Меру. Рва, Мбулу, Ираку, Теми и Мбугве су такође присутне етничке групе. Град Аруша је у процесу урбанизације, прилив руралног становништва у град је из самог региона, али и из других делова државе
Према попису из 2002. године број становника у региону Аруша је био 1 292 973 становника.
Делови бившег региона Аруша (дистрикти Китето, Бабати, Мбулу, Хананг и мали део региона Мондули) се налазе у новоформираном Мањара региону који се налази јужно од региона Аруша.
У региону Аруша се налазе Лелатема планине и Умба долина.